# Axbridge
Axbridge est une ville du Somerset, en Angleterre. Elle est située sur l'Axe, au sud des Mendips. Au moment du recensement de 2011, elle comptait 2 057 habitants.